# Хуан Алонзо
Хуан Алберто Алонзо Лопез (рођен 24. јуна 1911, датум смрти непознат) био је кубански фудбалер.
Алонзо је представљао Кубу на Светском првенству у фудбалу 1938. у Француској. У својој јединој утакмици на Светском првенству, Куба је изгубила од Шведске резултатом 0 : 8. Алонзо је преминуо.